# 3. Tony-gála
A 3. Tony-gála az 1948/1949-as szezon legjobb Broadway színházi alakításait értékelte. A díjátadót 1949. április 24-én tartották a New York-i Waldorf-Astoria Hotelben, a műsor házigazdái Brock Pemberton és James Sauter voltak. A ceremóniát a WOR és Mutual Network rádióadó közvetítette élőben.

## Győztesek

### Produkciók
| Kategória                 | Győztes                                                          |
| ------------------------- | ---------------------------------------------------------------- |
| Legjobb színdarab         | Az ügynök halála - Arthur Miller                                 |
| Legjobb musical           | Csókolj meg, Katám! - Cole Porter, Bella Spewack, Samuel Spewack |
| Legjobb színdarabszerző   | Arthur Miller - Az ügynök halála                                 |
| Legjobb musicalszerző     | Bella Spewack, Samuel Spewack - Csókolj meg, Katám!              |
| Legjobb színdarabproducer | Kermit Bloomgarden, Walter Fried - Az ügynök halála              |
| Legjobb musicalproducer   | Saint Subber, Lemuel Ayers - Csókolj meg, Katám!                 |

### Színészek
| Kategória                             | Győztes                           |
| ------------------------------------- | --------------------------------- |
| Legjobb férfi főszereplő színdarabban | Rex Harrison - Anna ezer napja    |
| Legjobb női főszereplő színdarabban   | Martita Hunt - Párizs bolondja    |
| Legjobb férfi főszereplő musicalben   | Ray Bolger - Where's Charley?     |
| Legjobb női főszereplő musicalben     | Nanette Fabray - Love Life        |
| Legjobb férfi mellékszereplő          | Arthur Kennedy - Az ügynök halála |
| Legjobb női mellékszereplő            | Shirley Booth - Goodbye, My Fancy |

### Készítők
| Kategória                           | Győztes                                                                                          |
| ----------------------------------- | ------------------------------------------------------------------------------------------------ |
| Legjobb rendező                     | Elia Kazan - Az ügynök halála                                                                    |
| Legjobb eredeti zene                | Cole Porter - Csókolj meg, Katám!                                                                |
| Legjobb koreográfia                 | Gower Champion - Lend an Ear                                                                     |
| Legjobb jelmeztervezés              | Lemuel Ayers - Csókolj meg, Katám!                                                               |
| Legjobb díszlettervezés             | Jo Mielziner - Sleepy Hollow / Nyár és füst / Anna ezer napja / Az ügynök halála / South Pacific |
| Legjobb karmester és zenei igazgató | Max Meth - As the Girls Go                                                                       |

## Előadók
- Yvonne Adair
- Anne Renee Anderson
- Carol Channing
- Alfred Drake
- Bill Eythe
- Nanette Fabray
- Jane Froman
- Lisa Kirk
- Mary McCarty
- Lucy Monroe
- Gene Nelson
- Lanny Ross
- Lee Stacy
- Lawrence Tibbett
- Betty Jane Watson
- Paul Winchell

## Fordítás
- Ez a szócikk részben vagy egészben  a(z)   3rd Tony Awards című angol Wikipédia-szócikk fordításán alapul.  Az eredeti cikk szerkesztőit annak laptörténete sorolja fel. Ez a jelzés csupán a megfogalmazás eredetét és a szerzői jogokat jelzi, nem szolgál a cikkben szereplő információk forrásmegjelöléseként.